# Танип-Чишма
Тани́п-Чишма́ (рос. Танып-Чишма, башк. Танып-Шишмә) — присілок у складі Татишлинського району Башкортостану, Росія. Входить до складу Нижньобалтачевської сільської ради.
Населення — 18 осіб (2010; 15 у 2002).
Національний склад:
- башкири — 60 %
- удмурти — 40 %